# Rip Van Winkle (film fra 1921)
 For alternative betydninger, se Rip Van Winkle. (Se også artikler, som begynder med Rip Van Winkle)
Rip Van Winkle er en amerikansk stumfilm fra 1921 af Edward Ludwig.

## Medvirkende
- Thomas Jefferson som Rip Van Winkle
- Milla Davenport som Gretchen Van Winkle
- Daisy Jefferson som Meenie Van Winkle
- Gertrude Messinger
- Pietro Sosso som Derrick Van Beckman
- Max Asher som Nick Vedder
- Francis Carpenter som Hendrick Vedder